# 斑原旗䲁
斑原旗䲁（學名：Protemblemaria punctata），為條鰭魚綱䲁形目煙管䲁科原旗䲁屬的一個種，分布於中西大西洋委內瑞拉西北部海域，深度1至20公尺，本魚身體伸長，頭圓鈍，頂端無刺，每眼上有2條濃密、分枝的觸鬚，雌魚前部的觸鬚更發達，頸背上沒有，口腔頂部兩側各有1排牙齒，背鰭硬棘19-21枚、背鰭軟條15-16枚，棘部與軟部之間無缺口，臀鰭硬棘2枚、臀鰭軟條21-24枚、胸鰭鰭條14枚，無側線，無鱗片，雄魚頭部和前身呈黑色至綠色，上背部有一排大片深棕色斑點，後身有許多橙色小斑點，虹膜紅色，一條淺色的橫帶從眼睛向後向下傾斜穿過深色的前鰓蓋骨和鰓蓋骨，喉嚨和胸部鮮紅色，背鰭基部有深色、眼睛大小的斑點，背鰭紅色，前上方有一個綠色/橙色環狀眼，臀鰭前半部紅色，臀鰭後半部黃色，尾鰭黃色。雌魚和幼魚體棕色到白色，一條白色條紋從眼睛向下向後傾斜，身體前上方的深色條紋在身體後部變窄，有時身體上有深色點，頭部棕褐色，上唇和鼻子有橙色斑點，背鰭凸起的前部有一個深色的斑點，其餘鰭有棕褐色斑點，體長可達6公分，棲息在沙底質海域，通常躲在空貝殼中，雌魚產附著性卵，雄魚會守護卵，生活習性不明。